# Racismo ambiental

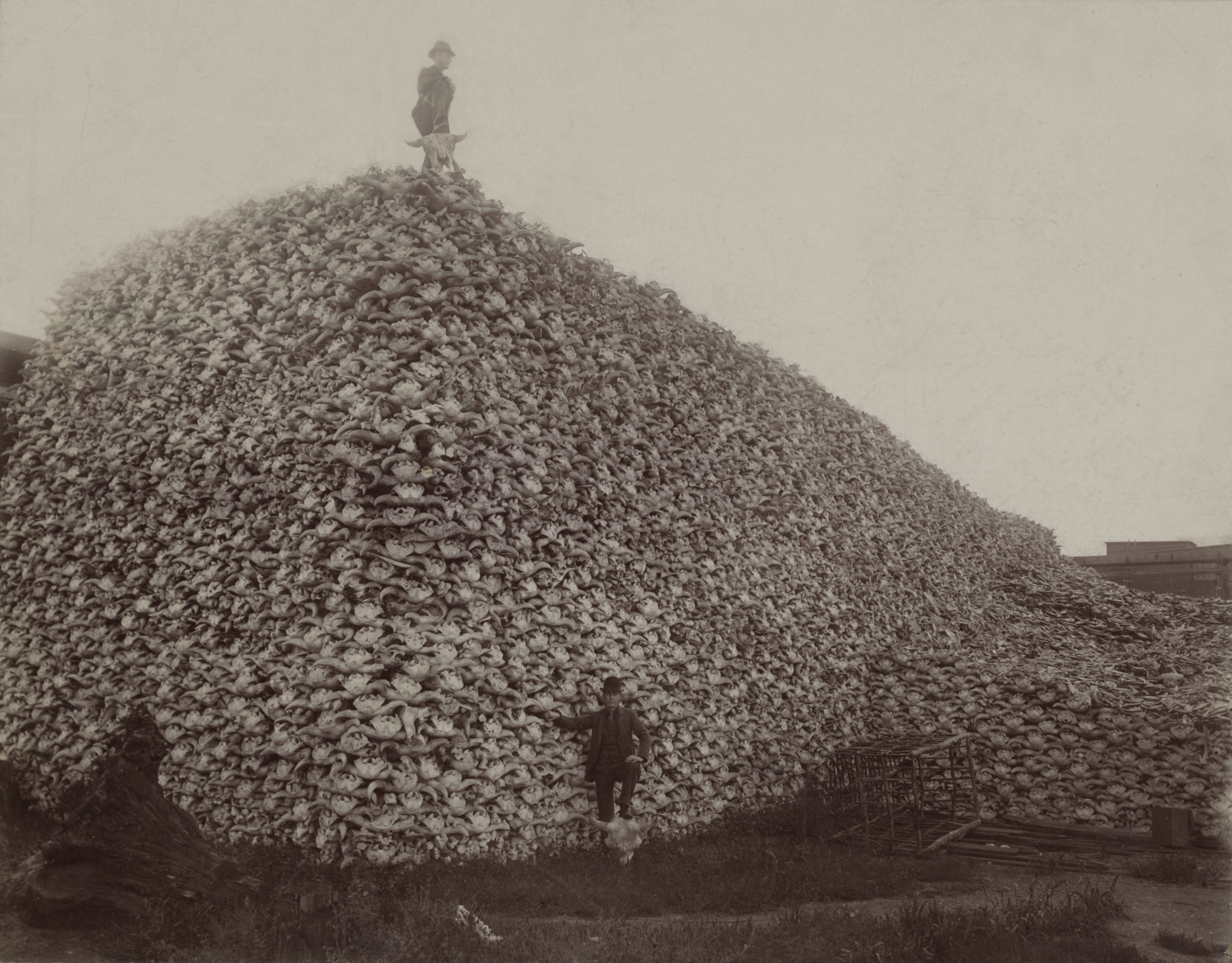
Fotografía de 1892 de una pila de cráneos de bisonte americano en Detroit (MI) esperando ser molidos para hacer fertilizante o carbón vegetal. El Ejército de los Estados Unidos alentó las cacerías masivas de bisonte americano para obligar a los nativos americanos a abandonar sus tierras tradicionales y trasladarse a reservas más al oeste. Esto se considera un ejemplo temprano de racismo ambiental.

El racismo ambiental o racismo medioambiental es un término utilizado para describir la injusticia medioambiental y se aplica a cómo minorías étnicas están sometidas a una exposición a contaminantes desproporcionada o a cómo se les deniega el acceso a la naturaleza, como aire limpio, agua potable y otros beneficios ecológicos.
En el contexto internacional, la marginación medioambiental describe las relaciones ecológicas desfavorecidas entre las naciones industrializadas y el Sur Global. El racismo ambiental incluye la exposición a residuos tóxicos, inundaciones, contaminación por la extracción de recursos naturales e industriales, carencia de bienes esenciales o la exclusión de la administración y toma de decisiones sobre las tierras y los recursos naturales locales.

## Algunos casos de racismo ambiental
- Desplazamiento de poblaciones negras en la zonas de São Paulo, Roraima y parte de la región Centro-Oeste de Brasil, por parte de  otras comunidades blancas y acaudaladas apoyados por el gobierno Central.[6]
- Afectaciones por pasivos ambientales generados por el monocultivo de la caña de azúcar a poblaciones indígenas y negras en los departamentos del Cauca y Valle del Cauca en Colombia.[7][8]
- Conflictos ecológicos distributivos entre las petroleras y el pueblo originario mapuche en Argentina.[9]
- En Ecuador las personas afrodescendientes sufren de racismo ambiental, debido a la contaminación sistemática de sus fuentes de agua y del medio ambiente, existe intimidación hacia sus comunidades, y una respuesta insuficiente por parte del Estado.[10]
- En la década de 1940, un grupo de familias afroamericanas empezaron a comprar tierras (fangosas y de bajo valor) en el área de Hyde Park en Augusta, Georgia, Estados Unidos. No fue hasta el año 1970 que tuvieron acceso a agua corriente, alumbrado público y a caminos pavimentados. Años más tarde, los residentes de las comunidades descubrieron que su suelo estaba siendo contaminado con plomo, arsénico y otros metales pesados (Hyde Park estaba rodeado por siete instalaciones industriales). También comenzaron a documentar una variedad de problemas de salud inusuales entre los pobladores. En 1993, la Agencia de Protección Ambiental (EPA por sus siglas en inglés) presentó los resultados de una investigación para decidir si los niveles de contaminantes en el área eran lo suficientemente altos como para dañar la salud de los residentes de la ciudad, y de esa manera los pobladores podrían obtener asistencia del gobierno de Estados Unidos para su reubicación. Los investigadores encontraron altos niveles de metales pesados en el suelo y en las aguas. Sin embargo, determinaron que dichos químicos “no constituían un riesgo para los pobladores a no ser que lo ingieran de manera accidental en una dosis diaria por varios años”. Los pobladores de Hyde Park no estuvieron de acuerdo con dicha determinación, sin embargo, las decisiones legales basadas en “evidencia científica” no fueron suficientes para asistir a las comunidades y establecer justicia medioambiental.[11]